# Frontera entre el Sudan i la República Centreafricana
La frontera entre el Sudan i la República Centreafricana és una línia terrestre amb una extensió de 483 km en sentit NO-SE, que separa l'est de la República Centreafricana del Sudan. El traçat s'inicia al nord amb el trifini entre ambdós països i el Txad, i avança fins al nou trifini entre ambdós països i Sudan del Sud. Separa, de nord a sud, l'estat sudanès de Janob Darfur de la prefectura administrativa centreafricana de Vakaga.

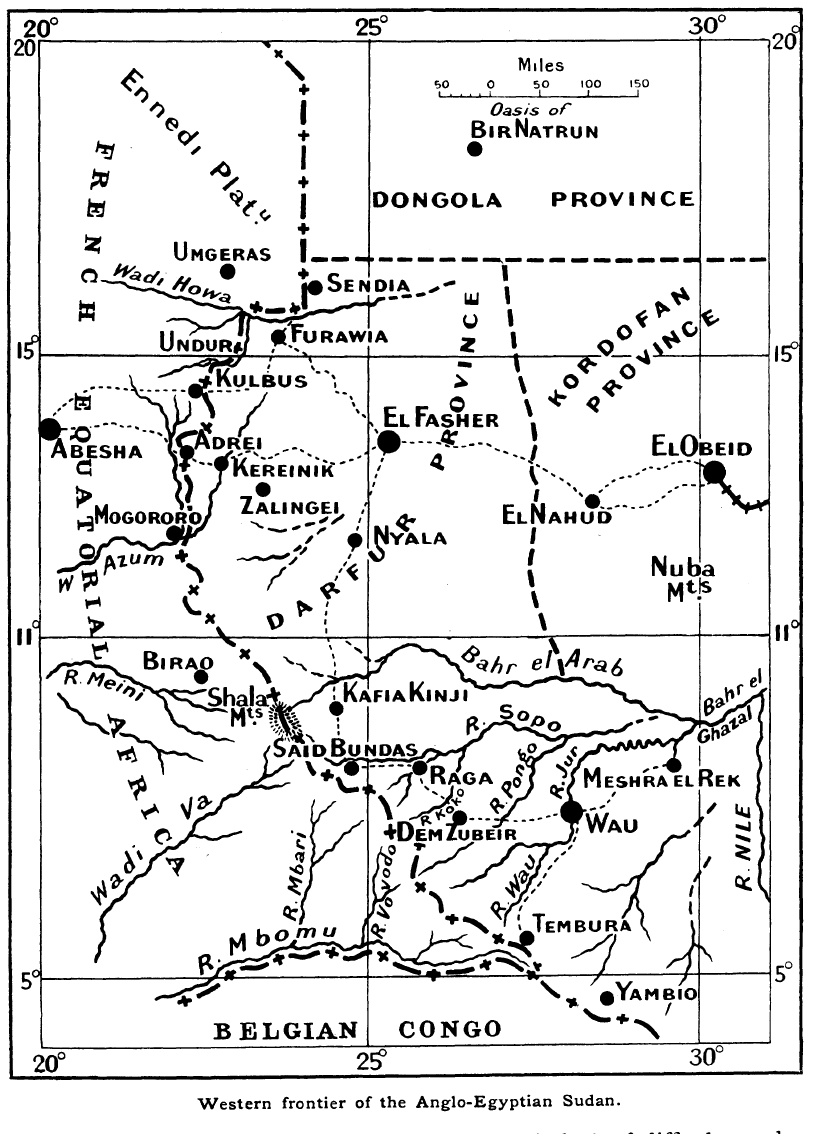
Delimitació anglobritànica sobre la línia de divisió dels rius Nil i Congo (1922)

## Història
La República Centreafricana constituïa l'antic territori francès d'Ubangui-Chari (1905), que en 1910 fou ajuntat amb el Gabon i el Congo Francès, per formar la colònia d'Àfrica Equatorial Francesa. En 1960 va assolir la independència. Per la seva banda, el Sudan fou força disputat entre el regne d'Egipte i l'Imperi Britànic en el segle xix, de manera que durant la primera meitat del segle XX fou un domini compartit per ambdós països (Sudan Angloegipci) fins a la seva independència en 1958.
Quan en 2011 es produeix la secessió de Sudan del Sud se va reduir la frontera amb Sudan dels 1.165 kilòmetres inicials als 483 actuals. Es tracta d'una zona de conflicte, sobre tot a la part del trifini amb el Txad i amb els rebels sudanesos del Darfur.